# Leudesi
Leudesi (Leudesius, mort 676) fou majordom de palau de Nèustria, fill de l'antic majordom Erquinoald.
Quan Teodoric III fou cridat del seu exili al monestir de Saint-Denis i proclamat rei per segon cop el 675 va nomenar Leudesi com a majordom, suposadament sota consell de bisbe Leodegari d'Autun. Però l'antic majordom Ebroí es va escapar del seu exili a Luxeuil (675) i el va fer matar (676) i va ocupar aquest càrrec per un pacte amb el rei Teodoric.